# Шаруватість перехресна
Шаруватість перехресна (рос. слоистость перекрёстная (перекрещивающаяся), англ. cross lamination, criss-cross bedding, crosscutting bedding, cross-cutting stratification, crossbedding, false bedding; нім. Kreuzschichtung f, Schrägschichtung f, Durchbruchslagerung f – 
- 1) Шаруватість, в якій скісні нашарування однієї серії стикаються під кутом зі скісними нашаруваннями іншої серії, але не перетинаються.
- 2) Шаруватість, в якій осадові нашарування перехрещуються зі смугами епігенетичного походження.
- 3) Шаруватість, в якій перехрещуються дві ґенерації епігенетичної смужкуватості.